# Beverley Mitchell
Beverley Mitchell (22. leden 1981) je americká herečka. Proslavila se rolí Lucy Camdenové v rodinném seriálu Sedmé nebe, kde hrála od roku 1996. Ještě předtím se už od svých 5 let objevovala v reklamách. V roce 2005 ztvárnila postavu Addison, jednu z osmi obětí bojující o svůj život, v hororu Saw 2. Dále jsme ji mohli vidět ve filmech Vrána: Město andělů, Na závodní dráze, The Surfer King nebo I remember. Vystudovala herectví na Loyola Marymount University v Los Angeles.
Je vdaná za daňového poradce Michaela Camerana.